# Az Északkeleti Egyetem nevezetes személyeinek listája
Az alábbi listán az Északkeleti Egyetem nevezetes hallgatói és munkatársai szerepelnek.

## Hallgatók

### Bírók
- Dana Fabe, Alaszkai Legfelsőbb Bíróság[1]
- Edward F. Hennessey, Massachusettsi Legfelsőbb Bíróság[2]
- Linda Dalianis, New Hampshire-i Legfelsőbb Bíróság[3]
- Margot Botsford, Massachusettsi Legfelsőbb Bíróság[4]
- Peter T. Zarella, Connecticuti Legfelsőbb Bíróság[5]

### Hadsereg
- Mark P. Fitzgerald, tengernagy[6]
- Richard I. Neal, tábornok[7]

### Művészetek
- Aisha Kahlil, énekes és táncos[8]
- Al Barile, az SS Decontrol együttes tagja[9]
- Alan Catello Grazioso, producer[10]
- Alex García, a Food Network séfje[11]
- Barbara Kopple, filmrendező[12]
- Beverly Johnson, modell és színész[13]
- Carla Cook, dzsesszénekes[14]
- Courtney Hunt, író[15]
- Damien Fahey, televíziós műsorvezető[16]
- Earle Brown, zeneszerző[17]
- Jane Curtin, humorista és színész[18]
- Joy Browne, rádiós műsorvezető[19]
- Martín Espada, költő[20]
- Meredith Garniss, vizuális művész[21]
- Michael J. Epstein, zenész[22]
- Mohammed Saeed Harib, animátor[23]
- Patrice O’Neal, humorista és színész[24]
- Peter Orner, író[25]
- Sidney Gish, énekes-dalszerző[26]
- Terry Carter, színész[27]
- Toby Fox, játéktervező[28]
- Wendy Williams, író, televíziós személyiség[29]

### Oktatás
- Dean Tong, író és tanácsadó[30]
- Michael L. Tushman, a Harvard Egyetem üzleti intézetének oktatója[31]
- Michael R. Lane, a texasi Emporiai Állami Egyetem 15. rektora[32]
- William M. Fowler, író, a Massachusettsi Történelmi Társaság korábbi igazgatója[33]

### Politika
- Ari Porth, a floridai képviselőház tagja[34]
- Cheryl A. Coakley-Rivera, a massachusettsi képviselőház tagja[35]
- Christie Carpino, a connecticuti képviselőház tagja[36]
- David Chu, a hongkongi törvényhozás tagja[37]
- David Ferriero, a nemzeti levéltár igazgatója[38]
- Demetrius J. Atsalis, a massachusettsi képviselőház tagja[39]
- Edward Jackamonis, a wisconsini törvényhozás elnöke[40]
- George F. Archambault, a közegészségügyi szolgálat tisztviselője[41]
- Gordon Fox, a Rhode Island-i képviselőház tagja[42]
- Hadassah Lieberman, Joseph Lieberman szenátor felesége[43]
- Harold Donohue, képviselő[44]
- James Franklin Jeffrey, nagykövet[45]
- Jayson P. Ahern, a határőrség műveleti biztosa[46]
- John Pastore, Rhode Island kormányzója[47]
- Karen Spilka, a massachusettsi szenátus tagja[48]
- Leslie Winner, szenátor[49]
- Lyndon LaRouche, elnökjelölt[50]
- Maggie Hassan, New Hampshire kormányzója[51]
- Mo Cowan, szenátor[52]
- Olubanke King Akerele, Libéria külügyminisztere[53]
- Patrick Duddy, nagykövet[54]
- Paul Parks, Massachusetts oktatási minisztere[55]
- Peter Francho, Maryland számvizsgálója[56]
- Richard Egan, nagykövet[57]
- Roderick L. Ireland, a Massachusetts Legfelsőbb Bíróság főbírája[58]
- Russell Holmes, a massachusettsi képviselőház tagja[59]
- Theodore C. Speliotis, a massachusettsi képviselőház tagja[60]
- Thomas Calter, a massachusettsi képviselőház tagja[61]
- Thomas Finneran, a massachusettsi képviselőház elnöke[62]
- Thomas Winkowski, a határőrség műveleti igazgatója[63]
- Wallace Stickney, a vészhelyzeti ügynökség igazgatója[64]

### Sport
- Adam Gaudette, jégkorongozó[65]
- Adam Ottavino, baseballozó[66]
- Amber Ferreira, triatlonista[67]
- Art Chisholm, jégkorongozó[68]
- Ashley Wagner, műkorcsolyázó[69]
- Bill Hunnefield, baseballozó[70]
- Boris Djerassi, kalapácsvető[71]
- Brad Thiessen, jégkorongozó[72]
- Brian Sullivan, jégkorongozó[73]
- Bruce Bickford, futó[74]
- Bruce Racine, jégkorongozó[75]
- Carlos Peña, baseballozó[76]
- Charlie Paulk, kosárlabdázó[77]
- Chelsey Goldberg, jégkorongozó[78]
- Chris Nilan, jégkorongozó[79]
- Dan McGillis, jégkorongozó[80]
- Dan Ross, amerikaifutball-játékos[81]
- Darin Jordan[82]
- Dave Leitao, kosárlabdaedző[83]
- David Poile, a Nashville Predators hokicsapat menedzsere[84]
- Dylan Sikura, jégkorongozó[85]
- Eddie Barry, jégkorongozó[86]
- Fernie Flaman, jégkorongozó[87]
- Florence Schelling, jégkorongozó[88]
- George Yankowski, baseballozó[89]
- Harry Barnes, kosárlabdázó[90]
- Hillary Witt, a női nemzeti jégkorong-válogatott segédedzője[91]
- J. J. Barea, kosárlabdázó[92]
- Jackie Tobin, baseballozó[93]
- Jamie Oleksiak, jégkorongozó[94]
- Jerome Daniels[95]
- Jim Fahey, jégkorongozó[96]
- Jim Walsh, jégkorongozó[97]
- Jocko Thompson, baseballozó[98]
- Joe Callahan, baseballozó[99]
- Joe Vitale, jégkorongozó[100]
- Josh Taves, amerikaifutball-játékos[101]
- Keith Willis, amerikaifutball-játékos[102]
- Kendall Coyne Schofield, jégkorongozó[103]
- Kurt Walker, jégkorongozó[104]
- Lynn Chiavaro, kosárlabdázó és edző[105]
- Matt Lengel[106]
- Michael Ryan, jégkorongozó[107]
- Pat Mason, kosárlabdaedző[108]
- Perry Moss, amerikaifutball-játékos[109]
- Randy Bucyk, jégkorongozó[110]
- Reggie Lewis, kosárlabdázó[111]
- Reema Juffali, autóversenyző[112]
- Rick Weitzman, kosárlabdázó[113]
- Rob Cowie, jégkorongozó[114]
- Sandy Beadle, jégkorongozó[115]
- Scott Gruhl, jégkorongozó[116]
- Sean Jones, amerikaifutball-játékos[117]
- Shaun Tomson, szörfös[118]
- Shawn James, kosárlabdázó[119]
- Steven Langton, bobos[120]
- Tony Fryklund, harcművész[121]
- Zach Aston-Reese, jégkorongozó[122]

### Tudomány és technológia
- Albert Sacco, űrhajós[123]
- Amy Bishop, biológus, az Alabamai Egyetemen történt gyilkosság elkövetője[124]
- Eugene F. Lally, űrmérnök[125]
- George D. Behrakis, a Tylenol gyógyszer feltalálója[126]
- Gregory Jarvis, űrhajós[127]
- Hans Baumann, feltaláló[128]
- Hans Camenzind, az 555-ös időzítő IC megalkotója[129]
- Richard P. Gabriel, programozó[130]
- Yale Patt, villamosmérnök[131]

### Újságírás és kommunikáció
- Bill Barnwell, sportújságíró[132]
- Don Orsillo, tévébemondó[133]
- Eddie Andelman, rádiós műsorvezető[134]
- Ernie Anastos, televíziós műsorvezető[135]
- Fred Cusick, sportkommentátor[136]
- Michael Slackman, újságíró[137]
- Michelle Bonner, televíziós műsorvezető[138]
- Nat Hentoff, újságíró, történész[139]
- Richard Daniels, a The Boston Globe napilap korábbi igazgatója[140]
- Walter V. Robinson, oknyomozó újságíró[141]
- Will McDonough, sportújságíró[142]

### Üzleti élet
- Alan McKim, a Clean Harbors társalapítója[143]
- Amin Khoury, a B/E Aerospace alapítója, az egyetem Khoury Intézetének névadója[144]
- Andrew Left, befektető[145]
- Biz Stone, a Twitter társalapítója[146]
- Bob Davis, a Lycos alapítója[147]
- George Chamillard, a Teradyne korábbi vezérigazgatója[148]
- George Kariotis, az Alpha Industries alapítója[149]
- Jeff Bornstein, a General Electric pénzügyi igazgatója[150]
- Jeff Clarke, a Kodak vezérigazgatója[151]
- Jeffrey Rosen, üzletember[152]
- Jerald G. Fishman, az Analog Devices vezérigazgatója[153]
- Larry Meyer, a Uniqlo USA vezérigazgatója[154]
- Marc Raibert, a Boston Dynamics alapítója[155]
- Nikesh Arora, a SoftBank műveleti vezetője[156]
- Richard Egan, a Dell EMC társalapítója[57]
- Robert A. Brooks, a Brooks Fiber Properties alapítója[157]
- Roger Marino, a Dell EMC társalapítója[158]
- Seymour G. Sternberg, a New York Life Insurance Company igazgatója[159]
- Shawn Fanning, a Napster alapítója[160]

## Munkatársak
- Alexander Gorlov, gépészmérnök, feltaláló[161]
- Auroop Ratan Ganguly, építőmérnök és hidrológus[162]
- Barabási Albert László, fizikus, hálózatkutató[163]
- Barry Bluestone, gazdaságpolitikus[164]
- Daniel P. Aldrich, politikatudós[165]
- Ed Bullins, drámaíró[166]
- Gary Braver, író[167]
- Harlan Lane, pszichológus[168]
- Jack Levin, kriminológus[169]
- James Alan Fox, kriminológus[170]
- Joe Castiglione, sportriporter[171]
- Justin B. Ries, óceánkutató[172]
- Justine Siegal, kosárlabdaedző[173]
- Karl Lieberherr, programozó[174]
- Lisa Feldman Barrett, pszichológus[175]
- M. Shahid Alam, társadalomtudós[176]
- M. Whitney Kelting, néprajzkutató[177]
- Matthias Felleisen, író[178]
- Michael Dukakis, Massachusetts egykori kormányzója[179]
- Mikhail Shubin, matematikus[180]
- Mitchell Wand, író[181]
- Nada Sanders, oktató az ellátásilánc-menedzsment területén[182]
- Nat Hentoff, újságíró, történész[139]
- Nicholas Daniloff, újságíró[183]
- Peter K. Manning, szociológus[184]
- Pran Nath, a szupergravitáció elméletének egyik megalkotója[185]
- Richard Deth, farmakológus[186]
- Robert B. Parker, író[187]
- Rose Laub Coser, szociológus[188]
- Rupal Patel, beszédkutató[189]
- Tim Cresswell, geológus és költő[190]
- Walter V. Robinson, újságíró[191]
- William M. Fowler, történész[192]